# Veine intercostale supérieure
Les veines intercostales supérieures sont deux veines qui drainent les 2e, 3e et 4e espaces intercostaux, une veine pour chaque côté du corps.

## Veine intercostale supérieure droite
La veine intercostale supérieure droite draine les 2e, 3e et 4e veines intercostales postérieures du côté droit du corps. Il se jette dans la veine azygos. 

## Veine intercostale supérieure gauche
La veine intercostale supérieure gauche draine les 2e et 3e veines intercostales postérieures du côté gauche du corps. Elle se draine dans la veine azygos ou la veine brachiocéphalique gauche. Elle peut également communiquer avec la veine hémi-azygos accessoire. 
Lors de l'enjambement de l'arc aortique, elle croise profondément le nerf phrénique et les vaisseaux péricardiaco-phréniques, puis en superficie le nerf vague. 